# Enigma (còmic)
L'Enigma (Edward Nigma o Nygma) és un supermalvat que apareix en còmics publicats per DC Comics, creat per Bill Finger i Dick Sprang. Va aparèixer per primera vegada a Detective Comics #140 (octubre de 1948). El personatge es representa habitualment com un personatge criminal a Gotham City que es delecta en incorporar endevinalles i trencaclosques als seus esquemes, deixant-los com a pista per les solucions de les autoritats. L'Enigma és un dels enemics més perdurables del superheroi Batman i pertany al col·lectiu d'adversaris que formen la seva galeria de brivalls.
El 2009, l'Enigma va ser classificat com el 59è malvat més gran de còmics d'IGN de tots els temps. El personatge s'ha adaptat substancialment dels còmics a diverses formes de suports, inclosos llargmetratges, sèries de televisió i videojocs. The Riddler ha estat doblat per John Glover a DC animated universe, Robert Englund a The Batman, i Wally Wingert a la sèrie de videojocs Batman: Arkham City. Ha estat interpretat per Frank Gorshin i John Astin a la sèrie de televisió Batman dels anys seixanta, per Jim Carrey a la pel·lícula de 1995 Batman Forever, Cory Michael Smith a la sèrie de televisió Gotham i serà interpretat per Paul Dano a la pròxima pel·lícula The Batman.

## Biografia del caràcter fictici
Enigma té una obsessió per enigmes, trencaclosques i jocs de paraules. El personatge es delecta amb freqüència en manifestar la seva "superioritat intel·lectual" i en advertir tant a Batman com a la policia de les seves malifetes enviant-los pistes complexes. El seu nom és un puny, Edward Nigma (Enigma - una persona o cosa difícil d'entendre) Amb aquest ús autoconscient d'un truc, els crims d'Enigma són cridaners i ostentosos i solen ser representats com a menys violents que altres grans vilans de Batman com el Joker o Two-Face. El personatge es mostra com una màscara de dòmino o bé amb vestit verd i barret bombí o un uniforme verd amb gravats de signe d'interrogació. El seu motiu visual serveix de signe d'interrogació negre, verd o morat.
La història d'origen del personatge explica que Enigma, el nom real del qual és Edward Nigma (Edward Nashton, o Nygma per escriptors posteriors), es fascina amb els trencaclosques a una edat jove. Després que un professor anunciï que se celebrarà un concurs sobre qui pugui resoldre un trencaclosques el més ràpid, Nigma es fixa en la victòria, desitjant la glòria i la satisfacció que obtindrà la victòria. Va entrar a l'escola a la nit per practicar el trencaclosques fins a ser capaç de resoldre'l en menys d'un minut. Per això, guanya el concurs i se li atorga un llibre d'endevinalles com a premi. El seu engany recompensat, Edward va abraçar el domini de trencaclosques de tota mena, convertint-se finalment en un empleat del carnaval que va excel·lir per enganyar els seus clients amb els seus diners amb els seus estrafolaris trencaclosques i jocs de ment.
Ben aviat es troba enyorant grans reptes i emocions i es disfressa d'"Enigma" per desafiar Batman, creient-lo com un adversari digne. En el seu primer encontre amb el Dynamo Duo, Enigma primer va intentar confondre els combatents del crim amb els seus famosos Riddle Ciddle i, després, va intentar matar-los en un laberint de vidre atrapat en un moll, segellant la porta perquè no poguessin sortir de l'estructura abans que esclatés, només per Batman i Robin per escapar i Enigma "s'esvaïa" després de ser colpejat al mar per l'explosió, deixant només la seva marca comercial surant a l'aigua.
A Batman: The Long Halloween, Enigma apareix com a informant. Enigma és contractat per Carmine "The Roman" Falcone per dir-li la identitat del Holiday Killer. Finalment, Falcone perd la paciència amb Enigma i la seva filla el llançarà l'1 d'abril. Fora de Falcone, es troba enfrontat per l'assassí de vacances que dispara diversos trets contra ell sense fer-li mal, ja que és el mateix April Fool's, l'assassí també deixa diversos objectes relacionats amb la seva identitat en escena. Pot ser per això que Enigma va quedar viu, ja que les qüestions es reverteixen tradicionalment a les vacances. Va aparèixer de nou al mateix capítol de la història en què Harvey Dent es desfigura quan Batman ve a ell per obtenir informació sobre l'atac. Té un paper una mica més gran en la seqüela de Batman: Dark Victory, en la qual Batman es dirigeix a ell per esbrinar la importància dels jocs perduts de penjat que queden en els escenaris dels crims de l'assassí de Hangman. Posteriorment, va aparèixer com a membre del jurat de Two-Face durant el judici de Hangman.
A Catwoman: When in Rome, s'uneix a Selina Kyle en un viatge a Itàlia a la recerca dels orígens del seu company. És allà on la manipula per creure que alguns dels enemics més perillosos de Batman són després d'ella. Té que els seus cabdills utilitzen diverses armes de trucs i armes utilitzades per Scarecrow, Mr. Freeze i el Joker per aconseguir-ho. Espera extreure d'ella la veritable identitat de Batman, però, per a la seva consternació, no ho sap ni li importa.
Enigma apareix a la sèrie The Question, sent convençut que es converteixi en un "vilà de gran temps" per una prostituta que coneix en un autobús. Segresta l'autobús i comença a demanar endevinalles, matant i robant a qualsevol que els faci mal. Question el sotmet ràpidament preguntant-li endevinalles filosòfiques. Es troba desconcertat i té una ruptura mental abans de ser alliberat com a recompensa per aconseguir l'últim enigma.
A "Riddler: The Riddle Factory", Enigma es converteix en l'amfitrió d'un programa de jocs underground que se centra a excavar brutícia a les celebritats. Moltes de les persones famoses que ha humiliat acaben suïcidant-se poc després, cosa que suggereix que potser Enigma va fer més que inspirar les seves morts. Al final, les seves accions resulten ser un front per als seus intents de trobar els tresors ocults de "Scarface" Scarpelli, un gàngster de Gotham City que va viure molt abans del regnat de Batman de la lluita criminal.
En la història de Batman: Legends of the Dark Knight "The Primal Riddle", escrita per Steve Englehart, els enginyers d'Enigma són un dels seus principals passos de mort: Batman es llença a un estret fossat que es va omplint lentament d'aigua. Les parets estan cablejades elèctricament i l'únic que permet evitar que l'aigua toqui les parets i faci que Batman morís per electrocució. Les úniques opcions que Batman sembla tenir són la mort per electrocució i la mort per ofegament, però com sempre, Batman aconsegueix alterar el disseny de la trampa i desenvolupar una via de fuga.
Enigma té una relació de treball amb el Cluemaster, tot i que inicialment es resisteix al vilà per haver copiat el seu modus operandi. En el seu primer encontre, el seu company es basa en una bomba i envia Batman a perseguir endevinalles que podrien conduir a la seva difusió, així com allunyar-se del seu pla real: robar una gran quantitat de mercaderia de baseball impagable. Els dos s'uneixen en algunes ocasions després, i treballar junts en un gran esquema poc abans de la mort aparent de Cluemaster a les pàgines de The Suicide Squad.
Després que Harley Quinn es desviï breument de la seva devoció pel Joker, intenta celebrar una gran festa a Wayne Manor, només per comprovar que Enigma també s'adreça a l'edifici. Les dues colles es comprometen amb un incendi, però Harley es guanya la mà superior quan Big Barda (que en aquell moment estava aliat amb ella) interromp el conflicte i captura Enigma i els seus homes. Durant la història, Enigma fa al·lusions constants a un "misteri" que s'amaga dins de la mansió i, després de la seva aprensió, els danys causats a l'edifici fan que s'obri l'entrada al Batcave. Enigma ho veu i després declara que "ha resolt Enigma de Wayne Manor".
Durant aquest període, ataca el Black Canary i  Green Arrow a Star City, i és fàcilment derrotat. Aquest esdeveniment ajuda a establir les bases dels futurs enfrontaments d'Enigma amb Green Arrow.
Durant una crisi provocada quan es va trencar la Lasso of Truth de Wonder Woman, que va provocar que les lleis de la veritat es trenquessin i que la realitat es plasmés en les percepcions dels individus, un dels símptomes va ser quan Batman es va trobar incapaç de resoldre cap. Les endevinalles d'Enigma, però, així i tot, va ser capaç de derrotar a Enigma, ja que el mateix Enigma tampoc va poder solucionar les endevinalles, el més probable és que reflectís la idea pública que els trencaclosques d'Enigma eren insolubles - afirmant que va aconseguir "improvisar" per derrotar a Enigma. La seva poca reputació entre els herois i els vilans es va reflectir quan Flash assenyala que Batman tenint problemes amb Enigma era un signe clar que el món estava acabant.

### "Hush"
A la història de 12 parts "Hush", es revela que Enigma pateix càncer (específicament un tumor cerebral), que també va afectar la mare del doctor Thomas Elliot. Enigma fa servir una banyera de Llàtzer de Ra al Ghul per curar-se a si mateix i ofereix l'oportunitat d'Elliot curar la seva mare, així, sempre que pagui una gran suma de diners. No obstant això, Elliott està desitjós de morir la seva mare per heretar la seva fortuna. Elliott, que continua convertint-se en secret en el malcarat Hush, explica que vol venjar-se de l'amic Bruce Wayne de la seva infància. Els dos acorden treballar junts i Enigma uneix Killer Croc, Poison Ivy, Harley Quinn, Joker, Clayface i Scarecrow per destruir Batman, amb Ra i Talia al Ghul i Lady Shiva i també intervinguts temporalment a l'esquema.
Durant la pausa psicòtica que segueix a l'exposició a la banyera de Llàtzer, Enigma dedueix la identitat secreta de Batman; després revela els seus coneixements a Hush. Té una forma de Clayface en forma del presumpte protegit de Batman, Jason Todd, de Batman per atorgar a Batman, que està abatut per la mort de l'antic Robin. Batman primer pensa que Enigma havia robat el cadàver de Todd i el va amagar, però es va revelar en una història posterior, Batman: Under the Hood, que Todd va estar viu tot el temps i que personalment havia tingut un paper en el règim de Enigma i Hush.
Quan Enigma amenaça d'exposar la identitat secreta de Batman, el Croat Emmascarat l'ha etiquetat humorísticament com una amenaça buida, assenyalant que si Enigma revelés la resposta a Enigma "qui és Batman?", Seria inútil, cosa que Enigma no seria capaç de plantar-se. A més, Batman li adverteix que si revela el secret, li donaria a Ra Ghost al Raul una pista vital de que utilitzés un Lazarus Pit sense el seu permís, i la Lliga dels Assassins després es reprendria contra ell.

### Conseqüències
La fallida de l'esquema fallit d'Enigma es presenta a Batman: Gotham Knights #50-53.. A la història "Pushback", Hush reapareix i colpeja Enigma sense sentit a través d'un terrat. Buscant refugi, Enigma es dirigeix al Joker i al Pingüí. S'ofereix a dir-li al Joker qui havia assassinat a la seva dona embarassada Jeannie si el Pallasso Príncep del crim el protegiria de Hush. Joker es mostra d'acord immediatament, però finalment, Hush, amb l'ajuda de l'impostor Prometheus, el derrota, obligant Enigma a fugir per a la seva vida.
A Detective Comics # 797-799, Enigma busca refugi de Poison Ivy només per ser humiliat. Enigma i Poison Ivy s'enfronten després en un duel físic, que Ivy guanya fàcilment.
Tal com es revela a Batman: Batman: Legends of The Dark Knight 185-189, Enigma es despulla dels seus poders deductius i es deixa podrir com a membre de la vasta i invisible població de sense llar de Gotham City . Un encontre casual amb un exprogramador de NSA li proporciona un entorn positiu per recuperar la seva ment. Durant aquesta estada, experimenta un salt enrere induït això el porta a adonar-se que el seu pare l'havia abusat fa molts anys. Envejat dels èxits acadèmics del seu fill i incapaç d'entendre la seva brillantor, el seu pare va creure haver enganyat els seus èxits i el va superar per gelosia. Un cop Enigma descobreix això, també s'adona que la seva compulsió neix d'un fort desig, de dir la veritat, de demostrar la seva innocència d'engany.
Després de fer aquesta connexió, Enigma gasta algunes de les seves immenses fortunes, adquirides al llarg de molts anys de criminalitat, per obtenir cirurgia plàstica menor i tatuatges extensius, cobrint la major part del tors amb les insígnies de la seva marca comercial. Torna i mata el trencador de codis, que havia combinat la seva identitat, però no podia actuar-hi, i després roba un preuat preu des de fora del nas de Batman. Des d'aleshores, Enigma ha passat la major part del temps o bé reunint legalment una enorme fortuna o atacant diversos herois per demostrar el seu poder descobert.
Després d'orquestrar una brutal sèrie d'assalts a Green Arrow, com a venjança contra la seva derrota a les seves mans durant l'època de "No Man's Land" Enigma lesiona greument i gairebé mata tant a Green Arrow com a Arsenal. Es torna a escapar abans que arribin els Outsiders per salvar-los. En algun moment entre aquest incident i els esdeveniments de Hush, Enigma va ser contractat per robar artefactes dotats de poders místics d'un dels museus de Star City, i després distreure les autoritats perquè es poguessin iniciar els rituals relacionats. Ell envia Team Arrow a una persecució salvatge al voltant de la ciutat i després revela que té una bomba atòmica ubicada a l'estadi on juguen els coets Star City. Tanmateix, com a efecte secundari del ritual realitzat amb els artefactes, la ciutat es troba submergida en una foscor completa i Green Arrow ho fa en avantatge, traslladant-se i capturant l'Enigma.
Enigma es presenta després a Infinite Crisis #1, amb un grup de vilans, que inclou Fisherman i Murmur,  atacant el departament de policia de la ciutat de Gotham. A continuació, se li va escapar a l'Arkham Asylum durant el descobriment mundial de supervil·lina dissenyat per la Secret Society of Super Villains a Villains United: Infinite Crisis Special #1, que té lloc només uns dies després del desastre sobrenatural previ. Enigma reapareix com a part de l'atac de la Societat a la "Fase Tres" sobre Metropolis. És derrotat pel Shining Knight i és colpejat al cap per la maça del cavaller.

### Enigma reformat
A Detective Comics #822, el primer d'una sèrie de números escrits pel veterà escriptor de Batman Paul Dini, torna Enigma, havent passat gran part de l'any anterior en coma a causa d'un dany cerebral després d'haver estat colpejat al cap per Shining Knight. Quan es desperta, es cura de la seva bogeria i de la seva obsessió per les endevinalles, mantenint alhora el seu intel·lecte genial i el seu ego gegant. Sembla que s'ha reformat i es converteix en un consultor privat que assumeix el cas d'assassinat d'una socialité rica. Contractat pel pare de la socialité, demostra que una foto de Bruce Wayne aparentment implicant-lo en el crim representa un impostor i treballa breument amb Batman per investigar el crim. Ha patit greus pèrdues de memòria per la coma i gairebé no recorda el seu propi nom. Sembla que no recorda que Wayne i Batman són els mateixos, tot i que té algunes sospites de saber alguna vegada alguna cosa sorprenent sobre Wayne.
A Detective Comics #828, Enigma és un convidat juntament amb Bruce Wayne a bord d'un vaixell durant una festa. Durant la festa, un vell amic de Bruce cau a la borda i és mort pels taurons. Enigma sembla resoldre el cas amb el suïcidi de l'aparell assassí i es pren ràpidament el crèdit. Tot i això, Batman troba proves que el suïcidi era una configuració per desviar l'atenció del veritable assassí. Bruce sospita que jugui un joc brut i, eventualment, assassina a l'assassí, a qui Enigma també està a punt d'atrapar abans que Nigma sigui repassat pel cap per un club de dents de tauró. L'assassí empeny Batman per la finestra i està a punt d'abandonar-lo a la seva mort, quan Nigma embolcalla la corbata al voltant d'una fletxa, l'encén i es dispara a l'esquena de l'assassí. Mentre l'assaltat gira al voltant de crits, Nigma l'ataca, negant-se a apagar les flames. Batman apaga la flama i respon a l'afirmació de Nigma que ara són aliats amb acomiadament hostil.
A Detective Comics #837,, Enigma és contractat per Bruce Wayne per fer un seguiment d'un fàrmac experimental desenvolupat per Wayne Enterprises, que actualment està provat per a la resistència muscular i la regeneració cel·lular, que ha estat robada per l'assistència del laboratori Lisa Newman. Descobreix que Newman s'allotja al mateix refugi d'ajuda femenina atenenca que Harley Quinn. Amb l'ajuda de Harley, derrota a Newman i retorna la droga a Wayne Enterprises, guanyant la confiança de Batman de moment.
Al Countdown #42, Enigma afirma a Mary Marvel que s'ha anat directe i que ara és un detectiu. Els dos s'uneixen per derrotar Clayface i, després de presenciar el nou enfocament maliciós de Mary per combatre el crim, suggereix que consideri trobar un mentor per ajudar-lo a controlar els seus poders o, com a mínim, obtenir algun assessorament sobre la gestió de la ira.
Després que un assassí en sèrie surti als carrers de Gotham City, Enigma acull el cas, només es troba que l'assassí és una de les seves antigues víctimes per venjança. El jove, la parella del qual va ser atrapat a l'incendi d'un tir entre la colla de Nigma i els guàrdies de seguretat, captura Enigma i intenta matar-lo, però Batman intervé just a temps i salva la vida del seu antic enemic.
A la miniserie 2008 de Gotham Underground, Enigma investiga la participació del Pingüí amb els esdeveniments de Salvation Run. Salva a Dick Grayson treballant encobert durant la guerra de la banda de Gotham entre Penguin i Tobias Whale i dedueix que Grayson és Nightwing.
Apareix a Battle for the Cowl: The Underground, on és contractat pel Pingüí per trobar Black Mask. Amb aquesta finalitat, rastreja Selina Kyle, trobant-se amb Harley Quinn i Poison Ivy en el procés.
En la història de Gotham City Sirens, Poison Ivy controla Enigma, mantenint-lo en un estat gairebé vegetatiu perquè es pugui traslladar a casa seva. Quan un vilà anomenat Boneblaster decideix fer-se un nom assassinant Catwoman, la lluita s'acaba aquí. La casa està molt malmesa, però Enigma queda alliberat del control de Ivy en aquest procés. Veient casa seva amb ombres, treu el seu signe d'interrogació de la paret i comença a colpejar salvatge el ja caigut Boneblaster.
En el tercer número, Enigma intenta resoldre un parell de suïcidis poc probables, sent el primer el millor tennista femení del món, el segon pilot de cotxe d'ass. Durant la seva recuperació d'una de les morts, Catwoman i Poison Ivy són visitats, a la recerca del seu ajut per localitzar Harley després del seu segrest. A causa dels esdeveniments del primer número i de l'estat mental de Harley, decau i elimina ràpidament les amenaces de Poison Ivy.
En els seus esforços, descobreix que aquestes morts són de fet homicidis orquestrats per un assassí en sèrie que deixa pistes subtils sobre la pròxima víctima dins del cos i el moment de la mort de la víctima actual. Tot intentant alertar els mitjans, provoca a Dick Grayson que ara actua com a Batman. Gairebé a l'instant, Enigma dedueix que el Batman que té davant és nou. A més, Enigma revela que la pròxima víctima serà la germana de la segona víctima, un jove escriptor romàntic, cosa que Dick necessitava a Alfred Pennyworth i a l'ordinador de la Batcova per esbrinar-los.
Al final, Dick es va enfrontar a l'assassí, mentre Enigma accepta tenir cura de la víctima prevista. Després d'un breu, però un malentès entès sobre les intencions d'Enigma amb la jove, Dick va comunicar que ha capturat i preguntat no a un, sinó a tres assassins sobre les seves intencions, però no va obtenir respostes. Enigma gairebé deixa la dona a la seva vida, quan els llums s'apaguen inesperadament. Enigma conclou immediatament que Dick no ha capturat a tots els assassins i treu a la dona fora de perill quan una bomba s'apaga davant de la seva llibreria.
Mentre Enigma i l'escriptor s'amaguen mentre s'escampa el fum, tres assalts costumistes entren a la ruïna, buscant que la seva víctima marqui amb el seu següent enigma. Els dos homes són dirigits per una dona que passa pel monstruós Conundrum, i els seus vestits porten esquemes de colors negres i verds juntament amb un interrogant inquietantment familiar que apareixen en els seus vestits. Com que Enigma disposa de manera furtiva dels dos gruixuts amb el seu bastó, Conundrum pren a l'escriptor com a ostatge a la pistola. Enigma dedueix que Conundrum i els seus homes són estudiants universitaris especialitzats en ciències policials. A causa de la seva famosa rehabilitació, el grup de Conundrum va decidir omplir el buit amb els seus assassinats debutants. Conundrum admet que Enigma era el seu ídol i que seria una vergonya matar-lo.
Arribats a aquest moment, Enigma anuncia que Batman es dirigeix a la seva ubicació, cosa que tant Conundrum, i l'escriptor tenen dificultats per creure. Enigma afirma que des de la seva reforma, ell i Batman s'han apropat, i que ara el seu bastó disposa d'un GPS propi que alerta a Batman sobre la seva ubicació sempre que es retorci el signe d'interrogació. Notant la seva incredulitat, Enigma pregunta amb tranquil·litat a Conundrum amb un somriure: "Per què somriu aquest home?".
Al mateix temps que Enigma acaba la seva pregunta, Dick es presenta i assenyala Conundrum. A continuació, Enigma admet que està totalment desconcertat que Batman hi hagi, ja que només va estar pendent del temps fins que va pensar en alguna cosa, portant-lo a preguntar-se si realment hi ha un senyal de ratpenat al seu bastó (un panell durant el "buf" de Enigma. demostra que hi ha un senyal de bat a la seva canya, ja que un signe d'interrogació verd al costat d'un mapa apareix a la finestra del Batmòbil).
Un cop acabat el calvari, el jove escriptor abraça a Enigma agraint-li que li ha salvat la vida. Després, ella i Enigma surten a sopar a un restaurant de luxe, sota la vigilància encoberta de Dick. Dick admet que Enigma està realment en un camí de recuperació, però encara s'ha de vigilar. Després de rentar-se a la cambra masculina, Enigma veu un programa de xafardeig en un circuit de circuit tancat, que mostra una roba llisa de Harley en un cotxe amb Hush disfressat de Bruce Wayne. Després truca a Selina i li diu que encengui la televisió.
Una mica més tard, Enigma arriba al seu despatx per trobar al seu secretari lligat i enganxat al seu escriptori, amb Harley, Ivy i Selina esperant al seu despatx. Les dones li expliquen que són enquadrades per l'assassinat d'una jove que el cos va ser caigut a la seva piscina i que necessiten la seva ajuda per demostrar que no hi tenien cap part. Després d'examinar el cos de la dona, troba que les dones estaven dient la veritat, només que havien estat atacades pel doctor Aesop.

### Torna el dolent
A "Life After Death" de Tony Daniel, Enigma apareix al principi de la història en una festa de gala a la qual van assistir Arkham, Dick Grayson, Huntress i Oracle, contractats pel Pingüí per trobar  Black Mask. Quan persegueix Catgirl allunyant-se del seu robatori al lloc, Enigma és sacsejat per una detonació de bombes, el trauma torna a despertar la seva psicosi. Agafant-se, rampant i demana, rescindeix el seu contracte amb Cobblepot i desapareix.
A "Riddle Me This", Enigma encara "actua" com a ull privat i fa equip amb Batman per resoldre els assassinats d'un misteriós bruixot anomenat Sebastian Rothschild (també conegut per Sebastian Blackspell). Blackspell és capturat, però només després que Batman sospiti que Enigma va anar a llarg termini per orquestrar el calvari, incloent-se enverinar-se amb una dosi gairebé letal de gas de Joker per disminuir la sospita i actuar amb una rancúnia entre ell i Blackspell.
El retorn d'Enigma al vilat es concreta en "Ull del Beholder". Investigant l'atac de Senseia la Jade Society, Batman (Dick Grayson) és emboscat per Enigma i una jove introduïda com Enigma, la filla d'Enigma. Enigma i Enigma s'escapen, lliurant la llista de membres de la Jade Society a Gilda Dent. Enigma es paga, però està més interessat en una altra recompensa, que Gilda promet després d'una altra feina. Això ocorre a "Peces", on Gilda es revela al seu marit estrany Harvey, que ara és el criminal de Two-Face desfigurat. Contracta Enigma i Enigma per ajudar a Mario Falcone en el seu joc de dues cares i recuperar la seva moneda. El pla funciona; Enigma i Enigma derroten Batman i retroben les Dents. Enigma és recompensat amb múltiples dossiers de si mateix. Quan Enigma l'anomena que ha estat, Enigma es retoca amb un nou enigma: "Què hi ha verd i morat i sagna amb profusió?". La seva resposta es va reduir a la resposta d'Enigma, i això implica que Enigma ha assassinat la seva pròpia filla.

### The New 52
En el llançament de DC de 2011 de tots els seus títols mensuals, The New 52, Enigma apareix com a intern a Arkham Asylum a Batman #1. Redissenyat a l'estil dels nous títols, practica un mohawk verd en forma de signe d'interrogació.
Enigma apareix de forma més tradicional al curt que conclou Batman # 15 "I Here the Kicker", la tercera part de "Death of the Family". Després que es revela que el Joker ha segrestat en secret l'Arkham Asylum, Enigma és representat com a reclús actual, arrossegant tranquil·lament el seu temps i maltractant els guàrdies. Però quan Joker apareix i revela el seu gran respecte per Enigma (ja que el vilà el qual intel·lectual perillós ha mantingut Batman "agut"), utilitza gas Joker per obligar Enigma a demostrar que podria haver escapat de la seva cel·la quan vulgués. Enigma, amb la seva alegria, es torna molt alarmat quan Joker comparteix la redacció del seu pla per emboscar Batman. Joker admet que Enigma tindrà una mica de part en els seus dissenys, però hauria de seguir el "show" de totes maneres.
The Enigma va aparèixer a Batman, vol. 2, #21,, el llibre d'obertura de l'arc "Zero Year" on es canvia el seu cognom d'Edward Nigma o Nashton a Nigma. Enigma apareix posteriorment tant al segon com al tercer capítol de la història de "L'Any Zero". Al cànon, Enigma és el primer supervisor emmascarat de Batman i no només és capaç de millor Batman dues vegades, sinó que també pren el control de Gotham, fent que es converteixi en un terreny inundat on només els intel·ligents han de sobreviure. Tot i que Enigma continua passant per davant del Cavaller Fosc, finalment és derrotat pels esforços combinats de Batman, el comissari James Gordon i el director general de Wayne Enterprises, Lucius Fox. Més endavant es trasllada a l'Asil Arkham.
Enigma va aparèixer una vegada més a la nova 52 als tres últims números de Flash. Amb un presumpte ostatge de Heat Wave mort, es revela que Enigma va dissenyar una sèrie de drons mortals al voltant de Central City, drons que havia obtingut a la CCPD. Al costat del Trickster (el braç del qual Edward havia col·locat una bomba), Enigma comença a cops de puny i a colpejar Flash (Barry Allen) abans que el Speedster sigui rescatat ràpidament pel Pied Piper. Enigma amenaça que els seus drons obrin foc contra els ciutadans de Ciutat Central. Tot i això, finalment és derrotat i empresonat per un esforç uniforme entre el Flash i el Rogues.

### DC Rebirth
Enigma fa la seva primera aparició veritable al nou rellançament de continuïtat de DC, DC Rebirth, a Batman # 19. Un empresari d'Arkham, una vegada més, ajuda Bane en col·laboració a desbloquejar una porta d'alta tecnologia, cosa que permet l'accés a Bane per enfrontar-se a Batman.
A l'arc de vuit parts "La guerra de les bromes i endevinalles", que comença amb Batman Vol. El 3 # 25, retransmissions a un any després dels esdeveniments del "Zero Year" han explicat a Batman els detalls d'una guerra entre Enigma i el Joker. Va ser vist per primera vegada a la presó preventiva del GCPD, assistint-los en la resolució de diversos crims, inclòs la localització d'on es trobava Joker, abans d'apunyalar a un oficial de policia fins a 26 morts. Xantant xerrades als guàrdies que s'acosten amb detalls dels seus fills i famílies, Enigma surt fora lliurement abans d'introduir-se a l'oficina de Joker. Aparentment, Enigma ofereix al Joker una aliança, reconeixent que si algun dels dos mata individualment a Batman, l'altre es deixarà per sempre insatisfet. No obstant això, el Joker dispara a Enigma a l'estómac i se'n va ràpidament, Batman apareixent per la finestra i donant persecució. Enigma, es va aixecar en un bassal de sang pròpia, i va sortir de l'oficina, aparentment infasat.
Edward es va curar ràpidament de la ferida, tallant una cicatriu marcada en forma sobre la ferida, abans d'assassinar el doctor Jaime Knowles. A Enigma es veu que es reuneix amb Poison Ivy, discutint la necessitat del Joker per desfer a qualsevol persona que pugui matar Batman davant seu. Aleshores, el duet és emboscat per homes d'armes que treballen per Carmine Falcone, a les ordres del Joker, per matar a Enigma en un termini d'una hora. No obstant això, Poison Ivy ataca els pistolers amb les seves vinyes, cosa que permet que Edward i ella mateixa marxin.
Enigma finalment va formar el seu equip, format per ell mateix, Poison Ivy, Poison Ivy, Scarecrow, Deathstroke, Clayface, Killer Croc, Two-Face, Firefly i Victor Zsasz. Preparant la guerra contra l'equip de Joker a Gotham, Enigma és responsable de l'envenenar el fill de Charles Brown, resultant en la seva transformació en Kite Man que s'uneix a l'equip de Joker format per Cluemaster, Deadshot, Mad Hatter, Man-Bat, Mr. Freeze, Penguin, Solomon Grundy, and Ventriloquist. La guerra continua, amb Enigma i Joker reivindicant territoris a través de Gotham, abans que Enigma, que havia convençut a Batman de posar-se al costat del mateix durant el conflicte, xantaja i interroga a Kite Man perquè abandoni la ubicació de Joker. Tanmateix, Batman, després d'una breu brega entre ell, Enigma i Joker, es repugna per les accions d'Enigma i ràpidament agafa una fulla, trencant la seva única regla de no matar per tal d'apunyalar a Enigma. Tot i això, Joker, que finalment comença a riure de nou, impedeix que Batman ho faci.
L'actual Enigma es presenta com un membre de la Societat que va sotmetre el judici a Deathstroke per haver aparegut una reforma. Enigma, que utilitza les habilitats d'Hector Hammond, convenç a la societat que la mort de mort és, efectivament, el mal, mostrant una simulació de la mort de la mort matant-los tots bé abans que el mateix segrest sigui segrestat.
En la seqüela de Watchmen Doomsday Clock, Enigma acull una reunió subterrània amb els altres vilans per parlar de la teoria de Superman. La reunió està xocada pel Comedian que dispara Enigma a la cama.

## Poders i habilitats
Enigma és un geni criminal capaç de fer un pensament lateral extraordinari per descodificar i formular trencaclosques de tota mena. Al llarg de la seva carrera com a detectiu privat es va veure la seva capacitat deductiva quan va ser reformada, durant la qual es va demostrar que tenia habilitats investigadores que rivalitzen amb les del Cavaller Fosc. Tot i això, les observacions de Batman assenyalen que "[Nigma] presenta trastorns de personalitat coherents amb un narcisista fanàtic, l'egocentrisme i la megalomania creuats amb una compulsió obsessiva severa".
Com la majoria dels enemics de Batman (i el mateix Batman), Enigma no té habilitats sobrehumanes, però és un estrateg criminal molt astut. No té un gran talent en els punyets (tot i que la seva resistència ha passat d'haver-se de comprometre amb ells al llarg dels anys), però de vegades utilitza armes que exploten el seu truc, com explotar peces de trencaclosques, el seu famós signe d'interrogació de canya, conegut per amagar una àmplia varietat d'aparells i armes tecnològics i pistoles en forma de signe d'interrogació. Es demostra que és hàbil en enginyeria i tecnologia, confrontant Batman i Robin amb traçats de morts únics i elaborats. També és conegut per ser l'adversari més intel·ligent de Batman.

## Altres versions
Com un dels adversaris més famosos i populars de Batman , Enigma ha estat presentat en diversos còmics que no formen part de la continuïtat oficial de DC.

### Joker
Una interpretació radicalment diferent d'Enigma apareix a Joker, de Brian Azzarello i Lee Bermejo. En aquesta versió, porta una jaqueta verda sòlida amb signes d'interrogació a la part posterior d'ella i un cercle de tatuatges amb signes d'interrogació al voltant de l'abdomen. El seu bastó serveix per ajudar-lo a propiciar-lo, a causa d'una cama discapacitada. A la història, ven una substància desconeguda al Joker, que l'identifica com a “Edward".

### Thrillkiller
A la minisèrie Thrillkiller d'Elseworlds, Nygma és un psiquiatre que assessora a Barbara Gordon. El doctor Edward Nygma, autor de "Enigma Això - Què volem dir realment?", manté la dosificació de Bàrbara amb quantitats creixents de Valium i l'anima a barrejar-se amb les persones que realment nega. Edward porta un vestit verd i els coixins del seu sofà porten el patró del vestit d'Enigma. Alfred, el majordom de la Bàrbara, li treu les drogues a petició del seu pare, el comissari Gordon, que considera que és una merda.

### Batman: Earth One
Enigma fa aparició al final de Batman: Earth One. És el principal antagonista de la seqüela, que intenta donar un cop d'estat per fer-se càrrec de l'imperi criminal d'Oswald Cobblepot després de la seva mort, i veu a Batman com una amenaça per al seu pla.

### Batman/Judge Dredd: The Ultimate Riddle
Al crossover Batman/Jutge Dredd Batman/Judge Dredd: The Ultimate Riddle, Enigma  utilitza un dispositiu com vareta realitat de manipulació que va adquirir durant la crisi de l'Hora Zero per tirar de Batman, Dredd, i sis guerrers extraterrestres junts, amb la intenció d'enfrontar a Batman contra els altres guerrers i fer-lo matar. Tot i això, Batman i Dredd són capaços de treballar junts per superar els seus adversaris, culminant amb Dredd disparant a Enigma a l'espatlla i Batman reclamant el dispositiu, utilitzant-lo posteriorment per tornar els supervivents a casa.

### Justice
L'aparença d'Enigma  a la sèrie d'Alex Ross Justice suggereix una nova motivació, que, com un nen, que havia estat colpejat pel seu pare cada vegada que va dir una mentida, en la mesura que ara era psicològicament incapaç de dir una mentida. Les seves endevinalles són el seu mètode de subvertir la seva condició de manera que encara està tècnicament explicant la veritat, però sempre de la manera més críptica possible.

### Antimatter Universe
Enigm té una contrapart heroica al univers d'antimatèria anomenat Quizmaster, que és membre de la Justícia Subterrània de Lex Luthor que s'oposa al mal sindicat del crim d'Amerika. Va aparèixer per primera vegada a JLA Secret Files 2004 # 1. Posteriorment, té la meitat dreta de la cara cremada per Ultraman, portant-lo a donar mitja cara i a prendre temporalment el nom d'"Enigma". Va aparèixer per última vegada a la sèrie Trinity. A mesura que l'Enigma de New Earth es convertia lentament en una figura més lleugera, menys criminal, Enigma es va convertir en una figura més fosca d'aquesta sèrie, intentant unir forces amb Desparo i Morgraine le Fay per realitzar un ritual que els permetrà 'suplantar' la Trinitat de Superman, Batman i Wonder Woman i aconsegueixen el poder de manipular el multivers. En el transcurs de la sèrie, es revela que Enigma busca aquest poder per salvar a la seva filla després que ella fos ferida mortalment, però el ritual fracassa quan Desparo és substituït per un dels seus marques en un intent de cop d'estat, creant un desequilibri que desestabilitza la realitat fins que els aliats de la Trinitat poden recuperar prou records per ajudar els seus éssers estimats a tornar-se a si mateixos. De la mateixa manera, a la Terra-3, es contrau l'heroïcida contrapartida d'Enigma (simplement Enigma) Tres-Cara (Evelyn Dent) i és el padrastre de la Jokester filla 's, Duela Dent.

### Emperor Joker
En la història de "Emperor Joker", el tot poderós Joker crea un Enigma alternatiu, conegut com "Enigma", per ser membre de la Lliga d'Anarquia del Joker juntament amb versions alternatives de Poison Ivy i Bizarro. Després de conèixer els plans del Joker per destruir l'univers, dirigeix la Lliga en una revolta contra ell. Els vasts i sorprenents poders del Joker fan que el pla falli i, a conseqüència, es destrueix tota la Lliga.

### Batman: The Dark Knight Strikes Again
Enigma es pot escoltar dient "ruh-enigma'm això" a Batman: The Dark Knight Strikes Again.

### Kingdom Come
Enigma apareix a la minisèrie Kingdom Come, després de ser convidat a una reunió del Front d'alliberament de l'home per Lex Luthor. En un futur alternatiu, Enigma s'ha convertit en un home vell i calb que portava ulleres amb llandes en forma de signe d'interrogació. Encara es dedica a la seva habitual endevinalla, preguntant-se "Qui és Enigma?" quan Luthor es referia a ell amb el seu nom real. Sembla haver estat convidat a la reunió només per la insistència de Selina Kyle, ja que Luthor no sembla entusiasmat per la seva presència.

### Batman: Crimson Mist
Al tercer número de la sèrie de vampirs Batman: Crimson Mist, Enigma apareix en un dipòsit de cadàvers on dispara el forense que estava a punt d'iniciar una autòpsia sobre un cadàver on Enigma havia emmagatzemat un gran nombre de fàrmacs. Enigma en aquesta aparença té una gran cicatriu en forma de signe d'interrogació a la cara i una altra al pit amb el melic que té el punt. Mentre disparen, cita el que seria el seu enigma final: "Quan Genius es converteix en còpia més" E "com es bescanvia?" Resposta: convertint "Heroïna" que menys l'E és "Heroïna" diners en efectiu", en què apareix el vampir Batman i renya l'Enigma per haver-se graduat en robatori i extorsió al tràfic de drogues i assassinats. En pànic, Enigma comença a disparar contra Batman només per comprovar que les seves bales no tenen cap efecte sobre ell. Atordit, Enigma pregunta a Batman què és, al qual Batman respon: "La resposta a tots els enigmes de la vida: la mort i la foscor famolenta". Amb això, Batman continua drenant Enigma de la seva sang.

### The Batman Adventures
A The Batman Adventures #2, Enigma fa un altre intent més senzill. Mentre que es reforma en el número 11, Enigma lluita per evitar la temptació del crim i plantar endevinalles. Per posar remei a això, Batman recluta Enigma per respondre a un gran enigma: "Com va aconseguir el Pingüí a convertir-se en alcalde de Gotham City?". En el procés, és fortament ferit pel Clock King, que acaba amb ell en coma al número 12. La sèrie es va cancel·lar abans que es pogués resoldre el destí de l'Enigma. La història prevista per a Enigma el sortiria del coma afectat d'amnèsia, cosa que li permetria resoldre el més gran enigma: "Qui sóc?".
El personatge va ser presentat en diversos números de The Batman and Robin Adventures. En la seva primera compareixença, ostenta tota la festa de Nadal, convençut que Batman i Robin es troben entre la multitud. Aquest número és el debut dels seus dos assistents, Query i Echo, en la continuïtat de l'Univers animat DC. En un número posterior, segresta el comissari Gordon i amenaça Gotham City amb gas nerviós mortal. Com que Batman i Robin no es presenten, Batgirl es veu obligat a assumir Enigma sol i salvar al seu pare.
Enigma es presenta de manera destacada a Batman: Gotham Adventures, un spin-off de Batman: The Animated Series.

### Injustice: Gods Among Us
Còmic de preqüela Injustice: Gods Among Us, quan la Lliga de la Justícia van a treure els pacients d'Arkham, només per ser resistit per Batman i Nightwing, Enigma observa la discussió entre els herois en silenci. Va estar a punt de fer una endevinalla, però Cyborg li ordena que callés. Cyborg proposa planificar-lo per eliminar-lo, però és detingut per Batman quan activa un virus que havia penjat a Cyborg anys enrere. Enigma és alliberat per Harley Quinn al costat de tots els altres interns per atacar els herois. A Enigma se li veu a punt de triturar el cap de Batman amb una gran roca, però vacil·la mentre intenta pensar en una endevinalla per dir abans de cometre l'acte, cosa que permet que Green Arrow per fer-lo fora amb una fletxa de guant de boxa, abans de ser colpejat per Robin.

### Teen Titans Go!
A la sèrie animada Teen Titans Go!, un tema es va centrar en un vilà anomenat "Kwiz Kid", que tenia com a objectiu colpejar a Robin amb endevinalles per intentar una cita amb la filla de Killer Moth, Kitten . Kwiz Kid és possiblement una versió més jove de l'Enigma, ja que presenta diverses similituds amb Enigma tant en estil com en físic, fins i tot fins a vestir un vestit verd amb el signe d'interrogació com a símbol.

### Batman: White Knight
Enigma va fer una aparició menor a la sèrie de Batman: White Knight del 2017. Enigma, juntament amb diversos altres vilans de Batman, és enganyat per Jack Napier (que en aquesta realitat és un Joker que havia estat alimentat amb força per una sobredosi de píndoles de Batman, que el curava temporalment de la seva bogeria) per beure líquids que li havien fumat. amb partícules del cos de Clayface's. Això es va fer perquè Napier, que utilitzava la tecnologia del Mad Hatter per controlar Clayface, pogués controlar-los mitjançant la capacitat de Clayface de controlar parts del seu cos que s'havien separat d'ell. Enigma i els altres vilans s'utilitzen per atacar una biblioteca que el mateix Napier va ser instrumental per construir en un dels districtes més pobres de Gotham City. Més endavant a la història, el neo-Joker el roba el barret de control (la segona Harley Quinn, que va considerar que Jack Napier era una anomalia patètica, mentre que el Joker era la veritable i bella personalitat), per intentar que Napier entrés alliberant la persona Joker